# 金介屎
金介屎（韓語：김개시；？—1623年），朝鮮宣祖和光海君的承恩尚宮，本貫及父母皆不詳，《燃藜室記述》記載金氏尚宮為賤隸之女。
金尚宮本是宮女出身，原為宣祖後宮。野史傳聞是金氏下毒加害宣祖以幫助光海即位。她其貌不揚，詭計多端，憑藉曾在光海君為世子時做過侍女，且後來得到王妃柳氏的扶助，也得寵成為光海君的後宮。
史書稱她與鄭夢弼私通，和李爾瞻也亦過從甚密，且常出入許多權臣的府第，傳出許多醜聞。她與李爾瞻關係尤其密切，共同策劃了許多計謀。為了方便來往宮廷，金氏安於尚宮名號，不求更高的地位，由此還博得了謙卑的名聲。
金氏以秘方取得光海君寵幸，使其他後宮與她無以為伍，她掌控整個後宮嬪妃這也隨即危害到王妃柳氏的地位。她因為善妒，還曾對王妃施行過詛咒。
金氏深受光海君寵愛，因而向朝廷官員收賄，賣官鬻爵，以鞏固自己在朝廷的勢力。仁祖反正時，金氏正好在淨業院供佛，未料她得知政變一事後，逃跑至民間。被叛軍捉到後，隨即在反正翌日被處斬。

## 曾經飾演過金介屎的演員

### 電影
| 片名         | 年份   | 演員   |
| ------------ | ------ | ------ |
| 《仁穆大妃》 | 1962年 | 李民子 |

### 電視劇
| 劇名                       | 電視台 | 年份           | 演員   |
| -------------------------- | ------ | -------------- | ------ |
| 《朝鮮王朝五百年之回天门》 | MBC    | 1986年－1986年 | 元美京 |
| 《西宮》                   | KBS    | 1995年－1995年 | 李英愛 |
| 《雷鳴》                   | KBS    | 2000年         | 李朱華 |
| 《王的女子》               | SBS    | 2003年－2004年 | 朴宣暎 |
| 《王的面孔》               | SBS    | 2014年         | 趙允熙 |
| 《華政》                   | MBC    | 2015年         | 金麗珍 |
| 《綁匪－盜取命運》         | MBN    | 2021年         | 宋善美 |

## 附註
1. ↑  .   [2015-01-26]. （原始内容存档于2016-03-06）.
2. ↑  .   [2014-05-06]. （原始内容存档于2020-04-18）.
3. ↑  .   [2017-11-14]. （原始内容存档于2017-11-15）.
4. ↑  .   [2014-05-06]. （原始内容存档于2017-11-15）.
5. ↑  .   [2014-05-09]. （原始内容存档于2013-12-30）.
6. ↑  .   [2014-05-06]. （原始内容存档于2014-05-06）.
7. ↑  該作台灣版把她的名字翻譯為金凱詩